# Toy Story (singel)
Toy Story – utwór polskiego rapera Bedoesa oraz Kubiego Producenta z gościnnym udziałem Rafonixa, wydany na singlu 21 listopada 2018 przez SBM Label, promujący album Kwiat polskiej młodzieży.
Teledysk do utworu ukazał się 22 listopada 2018; został zrealizowany w animowanym świecie gry GTA San Andreas przez Pablo Francisco i studio Nobocoto.
Nagranie uzyskało certyfikat platynowej płyty za sprzedaż ponad 20 000 kopii.

## Lista utworów
- Streaming[2]

1. „Toy Story” – 2:41